# Єгорова Євдокія Іллівна
Євдокія Іллівна Єгорова (нар. 25.02.1947) — доярка колгоспу «Знамя Труда» Облівського району Ростовської області, повний кавалер ордена Трудової Слави (1990).

## Біографія
Народилася 25 лютого 1947 року в станиці Старомишастовська Дінського району Краснодарського краю.
Навесні 1960 року разом з батьками приїхала на хутір Кірєєв Облівського району Ростовської області. Після закінчення семирічної школи з 1963 по 1968 роки працювала завідуючою сільським клубом.
У 1968-1971 роках – робітниця, у 1971-1985 роках – доярка, в 1985-1994 роках – телятниця колгоспу «Знамя Труда». В 1973, 1974, 1976 роках неодноразово ставала переможцем соціалістичного змагання і удостоєна знака «Ударник дев'ятої п'ятирічки» і «Ударник десятої п'ятирічки».
Указом Президії Верховної Ради СРСР від 10 березня 1976 року за особливі заслуги в галузі соціалістичного будівництва Єгорова Євдокія Іллівна нагороджена орденом Трудової Слави 3-го ступеня.
Указом Президії Верховної Ради СРСР від 13 березня 1981 року за особливі заслуги та здобутки в сільському господарстві Єгорова Євдокія Іллівна нагороджена орденом Трудової Слави 2-го ступеня.
Указом Президента СРСР від 27 серпня 1990 року за досягнення високих результатів у виробництві, переробці і продажу державі сільськогосподарської продукції на основі застосування прогресивних технологій і передових методів організації праці Єгорова Євдокія Іллівна нагороджена орденом Трудової Слави 1-го ступеня. Стала повним кавалером ордена Трудової Слави.
З 1994 по лютий 2002 року очолювала молочно-товарну ферму Виробничого кооперативу «Знамя Труда».
З лютого 2002 року – на пенсії.
Почесний громадянин Облівського району (2006).